# Antreprenor general
Antreprenorul general este persoana juridică care a contractat cu un subantreprenor executarea unei părți din lucrarea la care s-a angajat prin contractul de antrepriză față de beneficiar. Antreprenorul general rămâne însă răspunzător în totalitate față de beneficiar pentru executarea întregii lucrări în baza contractului de antrepriză convenit cu acesta.

### Descriere termen antreprenor general[2]
Antreprenor general
Este antreprenorul care are capacitatea tehnică și organizatorică de a se angaja exclusiv în nume propriu în relații contractuale cu investitorul, pentru execuția de lucrări complexe pe care urmează să le execute prin forțe proprii sau pe baze contractuale împreună cu alți antreprenori de specialitate și furnizori. Aceștia din urmă vor avea față de antreprenorul general statut de antreprenori de specialitate, respectiv furnizori de specialitate.

### Ce face un antreprenor general[3]
La baza unui proiect de succes, stă organizarea tematică. Rolul unui antreprenor general în construcții este esențial pentru că acesta pune la punct întregul proces de construcții, de la trasarea obiectivelor și realizarea schiței, până la predarea lucrării către beneficiar. Iată care sunt cele mai importante atribuții ale unui antreprenor general în construcții:
- Coordonează cu succes echipele implicate în proiectul de construcții, de la arhitect, constructori, șef de șantier, diriginte de șantier, furnizori de materiale și echipamente de construcții etc.
- Verifică evoluția construcției și se asigură că aceasta decurge conform calendarului stabilit împreună cu beneficiarul.
- Asigură certificatele de garanție și buna execuție a construcției.
- Păstrează permanent legătura cu beneficiarul, îi semnalează orice problemă apare pe durata proiectului și îi propune cele mai bune soluții.